# Alexandre Schmitt
Alexandre Schmitt, né le 17 septembre 1967 à Bordeaux, est un consultant français en assemblage de vin. 

## Biographie
Alexandre Schmitt naît à Bordeaux en 1967. Il est diplômé de l'Université des Sciences de Bordeaux et de l'ISIPCA à Versailles. Pendant plus d'une quinzaine d'années, il a été intervenant à la Faculté d'Œnologie de Bordeaux (ISVV - Institut des Sciences de la Vigne et du Vin). Il enseigne au département œnologique de l'Université Catholique de Porto. Même s'il continue de vendre des séminaires sur les arômes des vins dans le monde,,,,, l'essentiel de son activité est aujourd'hui axée sur l'assemblage des vins.
Créateur de parfums à Paris et à Londres, Alexandre Schmitt décide dans sa trentaine de changer de carrière,. 
Il intègre l'équipe technique de Michael Silacci à Opus One Winery en 2007. Puis celle de Francis Mayeur au Château d'Yquem,.
Il conçoit pour les professionnels un enseignement focalisé sur une lecture organoleptique du vin.

## Publications
- Alexandre Schmitt, Un amour gémellaire, Paris, Éditions L'Harmattan, coll. « Écritures », 1er novembre 2000, 236 p. (ISBN 978-2-296-42524-8 et 2-296-42524-0, OCLC 466678101, lire en ligne).
- Alexandre Schmitt, Le pavillon Dolores, Paris, Éditions du Seuil, coll. « Cadre Rouge », 4 février 2005, 237 p. (ISBN 978-2-02-068908-3 et 2-02-068908-1, OCLC 694889064).